# Potomac (Maryland)
Potomac és una concentració de població designada pel cens dels Estats Units a l'estat de Maryland. Segons el cens del 2000 tenia 44.822 habitants.

## Demografia
Segons el cens del 2000, Potomac tenia 44.822 habitants, 15.655 habitatges, i 13.024 famílies. La densitat de població era de 687,3 habitants per km².
Per edats la població es repartia de la següent manera: un 26,3% tenia menys de 18 anys, un 4,6% entre 18 i 24, un 21,3% entre 25 i 44, un 34,0% de 45 a 60 i un 3,6% 65 anys o més.
L'edat mediana era de 44 anys.
La renda mediana per habitatge era de 128.936 $ i la renda mediana per família de 142.472 $. Els homes tenien una renda mediana de 100.000 $ mentre que les dones 54.678 $. La renda per capita de la població era de 64.875 $. Entorn de l'1,5% de les famílies i el 2,3% de la població estaven per davall del llindar de pobresa.

## Poblacions més properes
El següent diagrama mostra les poblacions més properes.